# باشگاه فوتبال یونیکوس
 باشگاه فوتبال یونیکوس  (یونانی: ΠΑΕ Ιωνικός) یک باشگاه فوتبال حرفه‌ای یونانی مستقر در نیکایا، منطقه پیریوس، یونان است که در حال حاضر در سوپر لیگ فوتبال یونان، که بالاترین سطح لیگ فوتبال یونان باشد، رقابت می‌کند. 
از سال ۱۹۸۹ تا ۲۰۰۷ یونیکوس ۱۶ فصل از ۱۸ فصل را در سوپرلیگ سپری کرد.در طی آن دوره، یونیکوس دو بار به رده پنجم لیگ هم رسید،  توانست فینالیست جام حذفی فوتبال یونان باشد و در جام یوفا شرکت کند.

## افتخارات

### لیگ
- سوپر لیگ ۲ یونان (سطح دوم لیگ فوتبال یونان )

قهرمان (۲): ۱۹۹۳–۱۹۹۴, ۲۰۲۰–۲۰۲۱
- گاما اتنیکی ( سطح سوم لیگ فوتبال یونان)

قهرمان (۲): ۱۹۷۶–۱۹۷۷, ۱۹۸۱–۱۹۸۲ (گروه ۱)
- دلتا اتنیکی (سطح چهارم لیگ فوتبال یونان)

قهرمان (۱): ۲۰۱۲–۲۰۱۳ (گروه ۹)

### جام حذفی
- جام حذفی فوتبال یونان

نایب قهرمان (۱): ۱۹۹۹–۲۰۰۰